# Daud
Daud (också stavat Daoud, Dawud eller Dawood), arabiska: داوود ) är en profet (rasul, sändebud) inom islam, omnämnd i Koranen. Koranens Daud lånar drag från den bibliska gestalten kung David. Koranen berättar till exempel hur han besegrade jätten Goliat och att Gud (Allah) senare gav honom visdom och ett rike. Psalmerna i Zabur uppenbarades för Daud.